# Schm-reduplikation
Schm-reduplikation, eller shm-reduplikation är inom lingvistik en form av reduplikation, en ordmässig redundans med ursprung i jiddisch. Judiska immigranter tog den till USA där den framförallt fick fäste i urbana sociolekter på USA:s östkust.
I en schm-reduplikation repeteras ett ursprungsord med en kopia med första konsonanten ersatt av schm- (alternativt shm-, eller möjligen sm-). Börjar det repeterade ordet med en vokal läggs schm-  till som ett prefix. Konstruktionen används vanligen för att uttrycka ironi, skepticism eller förlöjligande av objektet eller för att visa att det är ett uttjatat ämne. Användning av schm-reduplikation kan också ses som en ordlek som spoonerismer, leken bala taklänges eller som en form av rim.
Ett idiomatiskt uttryck som används på liknande sätt i svenskan är "X hit och X dit".

## Exempel
Ett exempel på svenska, möjligen det första, är uttrycket "etik schmetik", vilket anger ifrågasättande av att en företeelse är etisk, eller ett avståndstagande från ett etiskt förhållningssätt, ungefär liktydigt med uttrycket "etik och etik!".